# Alice Garnett
Pour les articles homonymes, voir Garnett.
Alice Garnett ou Alice Crow (15 mai 1903 - 5 mars 1989) est une géographe britannique de l'Université de Sheffield. Elle est la deuxième femme britannique à devenir professeure de géographie et elle est vice-présidente de la Royal Geographical Society. Elle est la première femme présidente de l'Institute of British Geographers  et lauréate du prix Murchison.

## Biographie
Garnett est née à Wandsworth. Elle obtient un diplôme en géographie à l'University College de Londres et rejoint l'Université de Sheffield en 1924 en tant qu'assistante de l'universitaire et explorateur Robert Neal Rudmose-Brown. Elle enseigne et cela permet à l'université d'ajouter la géographie à son éventail de matières . En 1927, l'université commence un cours spécialisé .
En 1937, elle obtient un doctorat . En 1942, elle s'implique dans le travail de renseignement naval en préparant deux volumes sur la géographie de la Yougoslavie . En 1945, David Linton prend la tête du département de géographie. En 1948, elle devient la deuxième épouse d'un directeur d'aciérie nommé Colin Arthur Crow, mais elle continue à être connue sous le nom d'Alice Garnett .
Garnett est la première femme présidente de l'Institute of British Geographers en 1966  et lauréate du Prix Murchison.
La contribution de Garnett est finalement reconnue par un DSc et une chaire à l'Université de Sheffield. Sa nomination en 1958 fait d'elle la deuxième femme à être professeur britannique de géographie . En 1969, elle devient vice-présidente de la Royal Geographical Society.
Garnett est mort veuve à Poole en 1989 . L'Université de Sheffield décerne un prix annuel Alice Grenfell pour la "meilleure performance en géographie d'un étudiant étudiant pour un double diplôme spécialisé" .

## Travaux
- L'interprétation géographique des cartes topographiques, 1930
- Insolation et relief : leur incidence sur la géographie humaine des régions alpines, 1937